# 鴦輸伐摩

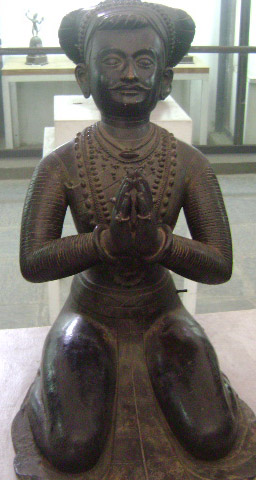
尼泊爾國家博物館藏鴦輸伐摩像

鴦輸伐摩（尼泊爾語： Amsuvarma，？—621年），義譯為光胄王，泥婆罗国（今尼泊爾）塔庫里王朝國王。在藏文史料中，他以沃色果恰（འོད་ཟེར་གོཆ།）、德瓦拉（དེ་བ་ལྟ།）、尼节玛积学（ནིས་མ་འབྲི་ཤོ།）和积洛哈（འབྲི་ལོ་ཏ།）的名字登场。
學者認為他的在位年代約為公元606年至621年之間。

## 生平
鴦輸伐摩原為尼泊爾塔庫里（Thakuri）种姓的酋長，栗呫婆王朝国王濕婆提婆一世（希瓦德瓦一世）的封臣。公元六世紀末，栗呫婆王朝被外敵阿毗羅(Abhira)人擊敗而遭統治。濕婆提婆王依靠鴦輸伐摩，擊退了阿毗羅人，鴦輸伐摩因此成為王國的首相。在濕婆提婆王死後，自立為王，建立了塔庫里王朝。
鴦輸伐摩王篤信佛教，以博學而聞名，曾經寫作了《聲明論》。
鴦輸伐摩在位期间，正值吐蕃崛起的时期。吐蕃赞普松赞干布派遣噶尔·东赞域松（禄东赞）率随从一百多人前往泥婆罗求婚，献上五枚金币和镶嵌有宝石的琉璃头盔作为聘礼。鴦輸伐摩最初看不起吐蕃，表现的地非常傲慢。他认为吐蕃是蛮荒之地、不信佛法，拒绝这一婚约。东赞域松取出事先准备好的书信，威胁说若不答应，吐蕃将以五万大军毁灭泥婆罗，先杀国王再强娶公主。松赞干布军队压境，兵临城下，鴦輸伐摩被迫将女兒赤尊公主嫁給松贊干布。赤尊公主出嫁吐蕃时带去了不动金刚佛像、慈氏法轮、旃檀度母像、琉璃乞化钵和金银器、丝绸等物，為佛教傳入西藏之始。
鴦輸伐摩死后，传位给希瓦德瓦一世的长子乌达亚德瓦，旋即被毗濕奴笈多篡位。乌达亚德瓦之子那陵提婆（纳伦德拉德瓦）逃往吐蕃。吐蕃派兵入侵尼婆罗，杀死毗湿奴笈多，拥立那陵提婆为国王，自此尼婆罗成为吐蕃属国。